# Sabrija Biser
Sabrija Biser (Sarajevo, 18. srpnja 1930. – Zagreb, 23. studenog 1989.) je bio hrvatski kazališni i filmski glumac i redatelj.

## Životopis

### Karijera
Poznati filmski i kazališni glumac, karijeru je započeo kao član Narodnog pozorišta u Nikšiću (1955.) i to kao glumac i redatelj lutkarskih predstava.
Šesdesetih godina postaje član zagrebačkog satiričkog kazališta Jazavac (kasnije Kerempuh) i daje mnogo nezaboravnih komičnih uloga, u najboljim danima tog teatra. Po njemu je i ustanovljena Nagrada zlatni smijeh, za najbolju ulogu karakterne komike, mladom glumcu, na tradicionalnim Danima satire teatra Kerempuh.
Igrao je kao gost u brojnim drugim kazališnim kućama i ostvario brojne epizodne filmske i televizijske uloge. 

### Privatni život
Poznat je bio i kao suprug značajne zagrebačke kazališne glumice Dobrile Dimitrijević.

## Filmografija

### Televizijske uloge
- "Putovanje u Vučjak" kao Palfi (1986.)
- "Velo misto" (1981.)
- "Anno domini 1573" kao seoska luda (1979.)
- "Boško Buha" (1978.)
- "Kuda idu divlje svinje" kao Moljac (1971.)

### Filmske uloge
- "Olujna noć" kao šef činovnik (1987.)
- "Neobični sako" (1984.)
- "Treći ključ" (1983.)
- "Prestrojavanje" (1983.)
- "Karmine" (1978.)
- "Pucanj" kao tužitelj (1977.)
- "Izbavitelj" kao čovjek koji traži posao ispred burze #2 (1976.)
- "Izjava" kao Ilija Mocug (1976.)
- "Seljačka buna" kao seoska luda (1975.)
- "Živjeti od ljubavi" kao nastavnik (1973.)
- "Vuk samotnjak" (1972.)
- "Bolje je umeti" (1960.)
- "Četiri kilometra na sat" (1958.)

### Kazališne uloge
- Fadil Hadžić: "Hitler u partizanima", uloga: Martin, Satiričko kazalište "Jazavac", Zagreb (1975.)
- Fadil Hadžić: "Centrala", Satiričko kazalište "Jazavac", Zagreb (1976.)

## Vanjske poveznice
- Sabrija Biser u internetskoj bazi filmova IMDb-u (engl.)